# Okres Beroun

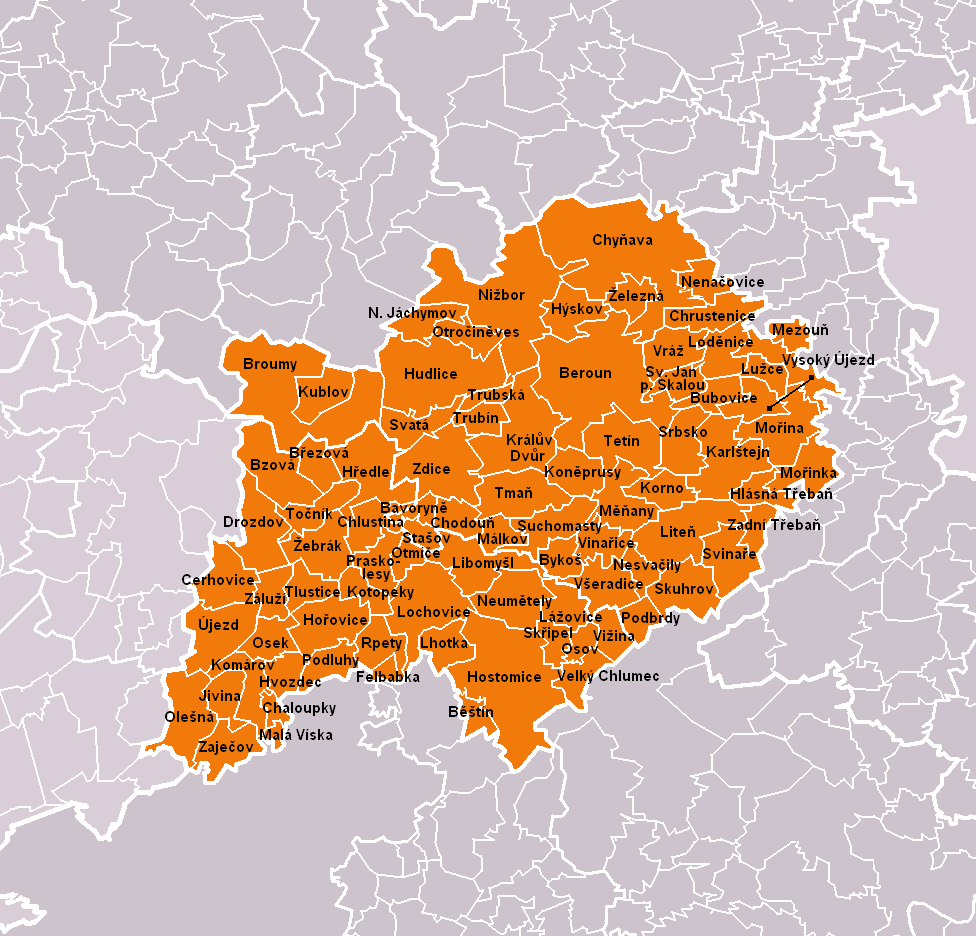
Städte und Gemeinden des Bezirks

Okres Beroun ist ein Bezirk im westlichen Teil des Středočeský kraj in Tschechien. Er besteht aus bergigem Gelände, Ebenen befinden sich in einigen Enklaven westlich von Beroun und bei Hostomice, Neumětel und Litná. Der tiefste Punkt ist die Oberfläche des Flusses Berounka bei Zadní Třebaň mit 211 m ü. M., der höchste Punkt ist der Berg Jivina (620 m ü. M.) Neben Felslandschaften gehören zu den schönsten Gegenden die Ufer der Berounka und zahlreiche Höhlen (Koněpruské jeskyně). Mehr als ein Drittel der Fläche von 662 km² nehmen Wälder ein. Im Bezirk leben 76.000 Einwohner, in den fünf Städten Beroun, Hořovice, Hostomice, Zdice und Žebrák leben 40,6 % der Bevölkerung des Bezirks.
In Beroun herrscht die Industrie vor, die sich größtenteils auf Beroun, Králův Dvůr, Hořovice und Komárov konzentriert. Die größten Arbeitgeber sind KOSTAL ČR, s.r.o. in Zdice, Českomoravský cement, a.s. NS Beroun, Linde frigera, s.r.o. Beroun, Buzuluk Komárov, nástupnická a.s., Valeo výměníky tepla, s.r.o. in Žebrák und GZ Digital Media, a.s. in Loděnice. Im Bezirk wird auch Kalkstein gefördert.
52 % der Bevölkerung sind beschäftigt, 31 % davon in der Industrie, in der Landwirtschaft 5 %, Tendenz fallend. Positiv entwickelt sich die Zahl der Beschäftigten im Baugewerbe und im tertiären Bereich. Der Durchschnittslohn betrug 17231 Kronen und liegt über dem Landesschnitt. Die Arbeitslosigkeit beträgt 5,5 %.
Berounsko ist reich an historischen Denkmälern. Zu den bekanntesten gehören die historische Burg Karlštejn, Burg Žebrák und Burg Točník, Schloss Hořovice, die Barockkirche in Tetín, das Kloster des Hl. Johann in Skala und das Geburtshaus des Jungmann in Hudlice. Im Bezirk befinden sich die Landschaftsschutzgebiete Křivoklátsko und Český kras sowie der Naturpark um Karlštejn-Koda. Zum nationalen Naturdenkmal wurden erklärt: Berg Kotýz, Zlatý kůň, Klonk, Černá rokle, Lom na Kobyle, Špičatý vrch – Barrandovy jámy, Tetínské skály, Karlické údolí, Kulivá Hora, Radotínské údolí und weitere.

## Städte und Gemeinden
Bavoryně – Beroun – Běštín – Broumy – Březová – Bubovice – Bykoš – Bzová – Cerhovice – Drozdov – Felbabka – Hlásná Třebaň – Hořovice – Hostomice – Hředle – Hudlice – Hvozdec – Hýskov – Chaloupky – Chlustina – Chodouň – Chrustenice – Chyňava – Jivina – Karlštejn – Komárov – Koněprusy – Korno – Kotopeky – Králův Dvůr – Kublov – Lážovice – Lhotka – Libomyšl – Liteň – Loděnice – Lochovice – Lužce – Malá Víska – Málkov – Měňany – Mezouň – Mořina – Mořinka – Nenačovice – Nesvačily – Neumětely – Nižbor – Nový Jáchymov – Olešná – Osek – Osov – Otmíče – Otročiněves – Podbrdy – Podluhy – Praskolesy – Rpety – Skřipel – Skuhrov – Srbsko – Stašov – Suchomasty – Svatá – Svatý Jan pod Skalou – Svinaře – Tetín – Tlustice – Tmaň – Točník – Trubín – Trubská – Újezd – Velký Chlumec – Vinařice – Vižina – Vráž – Všeradice – Vysoký Újezd – Zadní Třebaň – Zaječov – Záluží – Zdice – Žebrák – Železná